# 金宰淑
金 宰淑（김 재숙、キム・ジェスク、1934年4月9日 - ）は、元在日本大韓民国民団団長。

## 略歴
中央大学法学部、同大学専攻科（刑事法）。
- 1963年〜1964年 - 在日韓国学生同盟委員長（中央本部）
- 1964年〜1969年 - 在日韓国青年同盟委員長（中央本部）
- 1970年〜1973年 - 民団中央本部組織局長
- 1973年〜1980年 - 民団愛知本部事務局長
- 1980年〜1983年 - 民団愛知県地方本部団長及び愛知商銀理事
- 1989年〜1991年 - 学校法人名古屋韓国学校校長
- 1991年〜1994年 - 民団中央本部副団長
- 1997年〜2000年 - 民団中央本部副団長

2000年の民団中央団長選挙に出馬し、地方参政権の獲得、信用組合問題への取り組み、「21世紀委員会」の設置、「福祉問題推進委」などの設置、「組織功労者会」の設置を公約に掲げて、同年3月、中央団長に選出された。

## 文献
1. ↑  団長候補インタビュー